# Сесар Аспілікуета
Сесар Аспілікуета Танко (ісп. César Azpilicueta Tanco; нар. 28 серпня 1989, Сісур-Майор, Іспанія) — іспанський футболіст, правий захисник національної збірної Іспанії і іспанського «Атлетіко» (Мадрид).
Став капітаном «Челсі» після того, як Гарі Кегілл перейшов до «Крістал Пелес» у після сезону 2018/19.

## Клубна кар'єра
Вихованець футбольної школи клубу «Осасуна». Дорослу футбольну кар'єру розпочав 2007 року в основній команді того ж клубу, в якій провів три сезони, взявши участь у 99 матчах чемпіонату. Більшість часу, проведеного у складі «Осасуни», був основним гравцем захисту команди.
Своєю грою за цю команду привернув увагу представників тренерського штабу клубу «Олімпік» (Марсель), до складу якого приєднався 2010 року. Відіграв за команду з Марселя наступні два сезони своєї ігрової кар'єри. Граючи у складі «Олімпіка» також здебільшого виходив на поле в основному складі команди.
До складу лондонського «Челсі» приєднався 2012 року.
Став капітаном клубу після Гарі Кегіла після завершення сезону 2018/19.
Після закінчення контракту з «Челсі» Аспілікуета повернувся до Ла Ліги та приєднався до мадридського «Атлетіко», підписавши однорічний контракт.

## Виступи за збірні
2006 року дебютував у складі юнацької збірної Іспанії, взяв участь у 28 іграх на юнацькому рівні, відзначившись 2 забитими голами.
2009 року залучався до складу молодіжної збірної Іспанії. На молодіжному рівні зіграв у 5 офіційних матчах.
2012 року залучався до складу олімпійської збірної Іспанії, зіграв у 1 офіційному матчі.
З 2013 року виступає за національну збірну Іспанії. Того ж року був учасником Кубка конфедерацій, де взяв участь у двох матчах. Відтоді регулярно перебуває в «обоймі» збірної Іспанії, хоч й не завжди потрапляючи до її стартового складу.
2014 року був учасником тогорічного чемпіонату світу, який іспанці провалили, вибувши з боротьби за захист титулу чемпіонів світу вже на груповому етапі. Брав участь у двох стартових матчах команди у групі, обидва з яких були програні.
За два роки був учасником Євро-2016, де взяв участь в одній грі, вийшовши на заміну наприкінці матчу групового етапу проти Туреччини.
У травні 2018 року був включений до заявки національної команди для участі у своїй другій світовій першості — тогорічному чемпіонаті світу в Росії.
| Дата       | Місто                       | Господарі | Результат | Гості                | Турнір                               | Голи | Примітки |
| ---------- | --------------------------- | --------- | --------- | -------------------- | ------------------------------------ | ---- | -------- |
| 06-02-2013 | Доха                        | Іспанія   | 3 – 1     | Уругвай              | товариський матч                     | -    |          |
| 08-06-2013 | Маямі-Ґарденс               | Іспанія   | 2 – 1     | Гаїті                | товариський матч                     | -    |          |
| 20-06-2013 | Ріо-де-Жанейро              | Іспанія   | 10 – 0    | Таїті                | Кубок Конфедерацій                   | -    |          |
| 30-06-2013 | Ріо-де-Жанейро              | Бразилія  | 3 – 0     | Іспанія              | Кубок Конфедерацій                   | -    | 46'      |
| 05-03-2014 | Мадрид                      | Іспанія   | 1 – 0     | Італія               | товариський матч                     | -    |          |
| 30-05-2014 | Севілья                     | Іспанія   | 2 – 0     | Болівія              | товариський матч                     | -    |          |
| 13-06-2014 | Салвадор (Бразилія)         | Іспанія   | 1 – 5     | Нідерланди           | ЧС 2014 - 1-й етап                   | -    |          |
| 18-06-2014 | Ріо-де-Жанейро              | Іспанія   | 0 – 2     | Чилі                 | ЧС 2014 - 1-й етап                   | -    |          |
| 04-09-2014 | Сен-Дені                    | Франція   | 1 – 0     | Іспанія              | товариський матч                     | -    |          |
| 18-11-2014 | Віго                        | Іспанія   | 0 – 1     | Німеччина            | товариський матч                     | -    |          |
| 12-10-2015 | Київ                        | Україна   | 0 – 1     | Іспанія              | Відбір до ЧЄ 2016                    | -    |          |
| 13-11-2015 | Аліканте                    | Іспанія   | 2 – 0     | Англія               | товариський матч                     | -    | 82'      |
| 24-03-2016 | Удіне                       | Італія    | 1 – 1     | Іспанія              | товариський матч                     | -    |          |
| 29-05-2016 | Санкт-Галлен                | Іспанія   | 3 – 1     | Боснія і Герцеговина | товариський матч                     | -    |          |
| 01-06-2016 | Вальс-Зіценгайм             | Іспанія   | 6 – 1     | Південна Корея       | товариський матч                     | -    | 46'      |
| 17-06-2016 | Ніцца                       | Іспанія   | 3 – 0     | Туреччина            | ЧЄ 2016 - 1-й етап                   | -    | 81'      |
| 01-09-2016 | Брюссель                    | Бельгія   | 0 – 2     | Іспанія              | товариський матч                     | -    | 59'      |
| 15-11-2016 | Лондон                      | Англія    | 2 – 2     | Іспанія              | товариський матч                     | -    |          |
| 07-06-2017 | Мурсія                      | Іспанія   | 2 – 2     | Колумбія             | товариський матч                     | -    |          |
| 09-10-2017 | Єрусалим                    | Ізраїль   | 0 – 1     | Іспанія              | Відбір до ЧС 2018                    | -    |          |
| 27-03-2018 | Мадрид                      | Іспанія   | 6 – 1     | Аргентина            | товариський матч                     | -    | 72'      |
| 3-6-2018   | Вілярреаль                  | Іспанія   | 1 – 1     | Швейцарія            | товариський матч                     | -    |          |
| 11-9-2018  | Ельче                       | Іспанія   | 6 – 0     | Хорватія             | Ліга націй УЄФА 2018-2019 - 1-й етап | -    | 75'      |
| 11-10-2018 | Кардіфф                     | Уельс     | 1 – 4     | Іспанія              | товариський матч                     | -    | 63'      |
| 18-11-2018 | Лас-Пальмас-де-Гран-Канарія | Іспанія   | 1 – 0     | Боснія і Герцеговина | товариський матч                     | -    | 51'      |
| Усього     |                             | Матчів    | 51        |                      | Голів                                | 0    |          |

## Досягнення
«Олімпік» (Марсель)
- Володар Суперкубка Франції: 2010, 2011
- Володар Кубка французької ліги: 2010–11, 2011–12

«Челсі»
- Чемпіон Англії: 2014–15, 2016–17
- Володар Кубка Футбольної ліги: 2014–15
- Переможець Ліги Європи: 2012–13, 2018–19
- Володар кубка Англії: 2017–18
- Переможець Ліги чемпіонів: 2020–21
- Переможець Суперкубка УЄФА: 2021
- Переможець Клубного чемпіонату світу: 2021

Іспанія
- Чемпіон Європи (U-19): 2007
- Чемпіон Європи (U-21): 2011